# Kurt Kirchner
Kurt Kirchner (ur. 1913, zm. 12 listopada 1948 w Landsberg am Lech) – zbrodniarz nazistowski, członek załogi niemieckiego obozu koncentracyjnego Mauthausen-Gusen i SS-Hauptscharführer.
Z zawodu farbiarz. Do SS wstąpił w 1934. Był również członkiem Waffen-SS. Służbę w Mauthausen rozpoczął 1 września 1938, sprawując początkowo kierownika cenzury poczty więźniarskiej do marca 1939. Następnie Kirchner od marca 1939 do maja 1941 kierował różnymi komandami więźniarskimi zarówno w obozie głównym Mauthausen, jak i w Gusen I. W tym ostatnim obozie sprawował również funkcję Arbeitseinsatzführera (w początkach 1940) i Rapportführera (w 1941). Wiosną i latem 1941 nadzorował budową małego podobozu w Steiermark. W listopadzie 1941 skierowano go do służby w okupowanej Polsce (między innymi w obozie koncentracyjnym Auschwitz-Birkenau). Do kompleksu obozowego Mauthausen-Gusen powrócił w styczniu 1945, gdzie nadzorował pracę przymusową więźniów w fabrykach zbrojeniowych.
Za swoje zbrodnie Kurt Kirchner został osądzony w procesie załogi Mauthausen-Gusen (US vs. Karl Glas i inni) przed amerykańskim Trybunałem Wojskowym w Dachau. Wymierzono mu karę śmierci. Postępowanie wykazało między innymi, iż w kwietniu 1945 oskarżony nakazał zamordować dwóch polskich więźniów za pomocą śmiertelnych zastrzyków. Oprócz tego Kirchner katował więźniów, zwłaszcza podczas nalotów alianckich. W marcu 1945 zastrzelił on rosyjskiego więźnia, który nie chciał udać się do schronu przeciwlotniczego. Wyrok trybunału wykonano przez powieszenie w listopadzie 1948 w więzieniu Landsberg.